# Mariene ecoregio Oost-Siberische Zee
De Mariene ecoregio Oost-Siberische Zee (15) (Engels: East Siberian Sea marine ecoregion) is een biogeografische regio en ligt in de Noordelijke IJszee in het Marien rijk Arctica. De mariene ecoregio is vastgesteld door het World Wide Fund for Nature en The Nature Conservancy en is vernoemd naar de Oost-Siberische Zee.
In het oosten grenst het gebied aan de mariene ecoregio Tsjoektsjenzee (13) en in het westen aan de mariene ecoregio Laptevzee (16).

## Geografie
De mariene ecoregio ligt in de Noordelijke IJszee voor een stuk noordkust van Rusland, namelijk de noordoostkust van republiek Jakoetië en de noordwestkust van de autonome okroeg Tsjoekotka. Het gebied ligt in de Oost-Siberische Zee tussen de Nieuw-Siberische Eilanden en het eiland Wrangel.
Door het gebied stromen de Beaufortgyre en de Oost-Siberische kuststroom.

## Biogeografie
Het gebied kent zeeleven dat houdt van arctische temperaturen.